# سد گل‌بلاغ
سد خاکی گل‌بلاغ در ۱۵ کیلومتری محور بیجار - قروه بر روی رودخانه اوزن دره در شهرستان بیجار احداث شده که با حجم مخزن ۸ میلیون متر مکعبی ظرفیت آبیاری حداقل ۸۰۰ هکتار از زمینهای پایاب سد را دارد.
سد گل‌بلاغ از حیث منابع آبی غنی بوده و در حال حاضر از زیر کشت بردن محصولاتی مختلفی نظیر گندم و جو و بالاخص سیب زمینی از آب این سد استفاده می‌شود.
پرورش انواع ماهی نیز در این سد صورت می‌گیرد. پرورش ماهی قزل آلا از درصد بالایی در این سد برخوردار است.

## مشخصات فنی سد
- نوع سد: خاکی – مخزنی – با هسته رسی
- طول تاج: ۶۸۸ متر
- ارتفاع از پی: ۲۶ متر
- حجم مفید مخزن: ۵/۷ میلیون متر مکعب
- سطح زیر کشت: ۸۰۰ هکتار[۱]